# Şehzade Ibrahim Tevfik
Şehzade Ibrahim Tevfik Efendi (turco ottomano: شهزادہ ابراهیم توفیق; Istanbul, 4 novembre 1874 – Nizza, 31 dicembre 1931) è stato un principe ottomano, figlio di Şehzade Mehmed Burhaneddin e nipote del sultano Abdülmecid I.

## Origini
Şehzade Ibrahim Tevfik nacque il 4 novembre 1874 a Istanbul, nel Palazzo Dolmabahçe.
Era l'unico figlio maschio e l'unico discendente sopravvissuto di Şehzade Mehmed Burhaneddin, uno dei figli del sultano ottomano Abdülmecid I, e le sue nonne paterne erano la consorti Nükhetseza Hanim, madre biologica del padre, e Neverser Hanim, sua madre adottiva. Sua madre era invece la prima consorte del padre, Mestinaz Hanım. Aveva una sorella minore morta giovane. Rimasto orfano di padre a due anni, Abdülhamid II, fratellastro del padre e nuovo sultano, accolse lui e sua madre nella sua famiglia, tanto che Ibrahim credette a lungo che Abdülhamid II fosse il suo vero padre. 
Venne circonciso il 17 dicembre 1883, insieme a numerosi parenti, fra cui Şehzade Mehmed Selim, figlio maggiore di Abdülhamid II, Abdülmecid II, Şehzade Mehmed Şevket e Şehzade Mehmed Seyfeddin, figli di Abdülaziz I, e Şehzade Mehmed Ziyaeddin, figlio di Mehmed V.

## Istruzione e carriera
Iniziò la sua istruzione formale nel 1880. Eyüp Efendi gli insegnò l'alfabeto arabo, l'etichetta di Corte, dottrina islamica, ortografia, aritmetica, geografia, geometria, cosmografia e astronomia, francese, storia e le opere di Attar. Mehmed Eşref gli insegnò l'arabo, il fiqh (legge islamica) e l'aqidah (teologia). Aranda Efendi gli insegnò la musica e a suonare il pianoforte.
Prestò servizio militare dal 1878 al 1922. Nel 1878 venne arruolato in Marina. Nell'agosto 1883 gli venne conferito il grado di tenente comandante e vice ammiraglio. Servì anche nel battaglione antincendio e, nel 1918, come brigadiere onorario nella fanteria.

## Vita personale
Ibrahim ebbe cinque consorti, di cui una morta prematuramente dopo qualche anno e due da cui divorziò. Ebbe da loro due figli e cinque figlie. (vedi Famiglia).
Possedeva una villa vicino a Palazzo Yıldız, ma preferiva risiedere in una villa sul mare, a Beşiktaş, dove allevava animali, fra cui cani, pappagalli e agnelli.
Venne descritto come una persona tranquilla, delicata, sensibile e timidissima, a cui non importava granché del denaro.

## Ultimi anni e morte
Nel marzo 1920, durante l'occupazione di Costantinopoli, Ibrahim e una delle sue mogli furono arrestati come atto di provocazione e minaccia degli inglesi verso la dinastia ottomana.
Nel 1924 il Sultanato cadde e la dinastia venne mandata in esilio dal nuovo regime repubblicano e nazionalista.
Ibrahim si trasferì in Francia con le mogli rimaste e alcuni figli, comprese le due figlie già sposate e anche loro esiliate. L'agente incaricato di vendere le loro proprietà li truffò, intascando il denaro e lasciandoli in gravi difficoltà finanziarie.
Inizialmente vissero a Parigi, prima in un albergo sugli Champs-Élysées e poi in un grande appartamento. Tuttavia, Şadiye Hanim, una delle mogli, insisteva per condurre una vita lussuosa come quella che avevano a Istanbul, il che prosciugò i già traballanti fondi di Ibrahim. Divorziato da Şadiye, si trasferì a Nizza con l'ultima moglie, Hayriye Hanim, conosciuta e sposata durante l'esilio.
Nel 1930 Şehzade Ömer Faruk, suo lontano parente, anche lui in esilio a Nizza e in difficoltà finanziarie, invitò Ibrahim e la sua famiglia a vivere con lui e sua moglie Sabiha Sultan. La convivenza fu facile, in quanto anche Ömer era una persona tranquilla la cui presenza a malapena si percepiva.
Ibrahim era un virtuoso del pianoforte, tuttavia la sua timidezza patologica gli impediva di suonare in pubblico se non da dietro un tendaggio, e per questo, quando gli venne offerto un posto di pianista alla Salle Pleyel, dovette rifiutare.
Morì il 31 dicembre 1931, di infarto, e venne sepolto in una fossa comune per indigenti.

## Famiglia

### Consorti
Şehzade Ibrahim Tevfik ebbe cinque consorti:
- Fevziye Hanım. Abcasa, nacque il 5 agosto 1876 a Batumi, in Abcasia. Si sposarono il 2 maggio 1893 a Palazzo Yıldız. Da lei ebbe la figlia maggiore. Morì il 7 settembre 1898 a Palazzo Yıldız[16][17].
- Tesrid Hanım. Abcasa, nacque il 10 settembre 1874 a Poti, in Abcasia, ed era figlia di Ömer Mehmed Bey e sorella di Emsalinur Kadın, consorte del sultano Abdülhamid II. Si sposarono il 12 marzo 1894 a Palazzo Yıldız. Da lei ebbe la seconda figlia. Sembra che non seguì il marito in esilio, e morì nel 1945 a Istanbul, nel Palazzo Beşiktaş[16][18][19].
- Emine Hanim. Turca, nacque il 28 ottobre 1880 a Adapazarı, Istanbul. Si sposarono il 5 maggio 1911 nel Palazzo Ortaköy. Da lei ebbe la terza e la quarta figlia. Divorziarono il 23 aprile 1916. Dopo il divorzio Emine e le figlie vissero alla corte prima del sultano Mehmed VI e poi del califfo Abdülmecid II. Morì il 14 febbraio 1953 a Istanbul, nel Palazzo Beşiktaş[16][20][21].
- Hatice Şadiye Hanım. Turca, nacque il 1º aprile 1898 a Kabataş, Istanbul. Era figlia di Çürüksulu Süleyman Bahri Pasha Tavdgiridze e sua moglie Hatice Hanım. Si sposarono il 27 marzo 1919 nel Palazzo Beşiktaş. Da lei ebbe i due figli maschi. Seguì il marito in esilio, ma non si abituò mai al nuovo stile di vita frugale e alla perdita della regalità e, dopo aver speso tutti i loro soldi, divorziò da Ibrahim e lasciò i figli per sposare un americano incontrato a Parigi, l'affarista William Thallon Daus, nel 1932. Da lui ebbe altri due figli, Rudolph Halouk e Bahri Lawrence. Morì il 9 agosto 1986 in America[22][23][24].
- Hayriye Hanim. Bosniaca, nacque nel 1914. Si sposarono nel 1927 a Parigi, già in esilio. Da lei ebbe l'ultima figlia. Nel 1930 affidò la figlia al padre, a Şehzade Ömer Faruk e a Sabiha Sultan a Nizza e andò a vivere da un parente, ma nel 1931, morto Ibrahim, riprese la figlia con sé e vissero prima a Parigi e poi in Egitto, dove sposò un tartaro, Seyfulin Bey, che crebbe la bambina come sua. Morì il 4 agosto 2001 in Francia e venne sepolta nel cimitero musulmano di Thiais, Val-de-Marne[25][22][26].

### Figli
Ibrahim Tevfik ebbe due figli:
- Şehzade Burhaneddin Cem (20 febbraio 1920 - 31 ottobre 2008) - con Şadiye Hanim. Nato a Istanbul, nel Palazzo Beşiktaş. Seguì il padre in esilio e sposò Irène Israeosseksky nel 1951, a Parigi, ed ebbe da lei una figlia, Nilüfer Sultan Cem (19 marzo 1954, California, sposata con una figlia) e un figlio, Şehzade Selim Cem (n. 5 settembre 1955, Germania, scapolo e senza figli). Morì a New York.
- Şehzade Bayezid Osman (24 giugno 1924 - 7 gennaio 2017) - con Şadiye Hanim. Nato a Parigi, non si sposò e non ebbe figli. Morì a New York. 44° Capo della Casa Imperiale di Osman.

### Figlie
Ibrahim Tevfik ebbe cinque figlie:
- Arife Kadriye Sultan (24 marzo 1895 - 5 aprile 1933) - con Fevziye Hanım. Nata a Istanbul nel Palazzo Yıldız, seguì il padre in esilio. Si sposò una volta ed ebbe due figlie. Morì a Nizza.
- Fatma Zehra Sultan (28 maggio 1895 - 26 maggio 1965) - con Tesrid Hanım. Nata a Palazzo Yıldız, Istanbul, sposò il 25 ottobre 1917, nel Palazzo Erenköy, Selâmî Süleyman Alpan (morto nel 1945 ad Haifa, Palestina), e ebbe una figlia, Biloun Hanımsultan Alpan (n. 25 agosto 1919, Istanbul) e un figlio, Sultanzade Yavuz Alpan (n. 11 settembre 1928, Palestina), entrambi sposati e con una figlia. Morì a Istanbul, dove era potuta rientrare dopo l'esilio, e venne sepolta nella mausoleo Mahmud II.
- Rabia Nilüfer Sultan (22 ottobre 1912 - 21 settembre 1997) - con Emine Hanim. Nacque a Palazzo Ortaköy, a Istanbul e lasciò la Turchia dopo il 1924. Sposò in prime nozze l'ucraino Michel Mourad Kefeli (morto il 31 marzo 1966 a Parigi) il 3 febbraio 1931, da cui ebbe un figlio, Sultanzade Yusuf Mecid Kefeli (n. 16 novembre 1932, Parigi. Ha due figlie, entrambe sposate con figli). In seconde nozze sposò nel 1950 l'americano Joseph Ciernoski (morto nel 1987 a New York). Morì a New York.
- Ayşe Masume Fethiye Sultan (20 agosto 1916 - 1944) - con Emine Hanim. Nacque a Palazzo Kuruçeshme, a Istanbul. Lasciò la Turchia dopo il 1924. Nel 1930 sposò Rashid Shafiq Bey, da cui ebbe una figlia, Nilüfer Hanımsultan Shafiq (n. 14 settembre 1942, Il Cairo, sposata senza figli). Morì a Il Cairo.
- Fevziye Sultan (28 ottobre 1928 - 9 aprile 1914) - con Hayriye Hanım. Nacque a Parigi dopo l'esilio del padre. Sposò nel 1951 Mehmed Hüseyin Hayri, senza figli. Morì a Parigi.

## Onorificenze
- Ordine della Distinzione, ingioiellato
- Ordine di Osmanie, ingioiellato
- Ordine di Mejīdiyye, ingioiellato
- Medaglia di Imtiaz, argento
- Medaglia di Liyakat, oro